# Racetrack Babies
Racetrack Babies var en københavnsk støjpopgruppe der blev dannet i sommeren 1998 af Jacob Aaby Nielsen, Mads Hvidt, Christian Andersen og Cecilie Ravik.

## Historie
De indspillede deres første demo, QED, tre måneder efter. Et år efter går Mads Hvidt ud af bandet; han var blevet træt af Jacob Aabys og Christian Andersens skænderier. Han bliver sidenhen trommeslager i bandet W.E.E.D.
Resten af bandet indspiller deres debutalbum, "Love Sick," i 2002 med studietrommeslageren Jamie Salazar bag trommerne og Marco Manieri bag knapperne i de svenske Tambourine studier.
Bandet udgiver "Love Sick" i Finland og turnerer i Norden.
Efter en mindre sommerpause i 2004 mødes bandet. De kan dog ikke få samarbejdet mellem Jacob Aaby og Christian Andersen til at fungere. Derfor beslutter de sig for at opløse bandet.
Bandet blev kort tid efter genoprettet i en ny konstruktion med Cecilie Ravik og Hans Christian Wayne (nu Christian Søgaard Andersen) ved roret. Bandets trommeslager skifter i perioden mellem Morten Søfting og Martin Bjerregaard. Det bliver Martin, som indspiller pladen "The End" med Racetrack Babies, med Marco bag knapperne. John Agnello (Dinosaur Jr., Sonic Youth) mixer pladen i New York.
I sommeren 2005 går Hans Christian Wayne og tilbagevendte Morten Søfting for sjov i studiet og jammer sig frem til nogle demoer, som ender med at blive grundspor til bandets tredje plade, "Summer Salt Santiago." Cecilie Ravik deltager kortvarigt i et afbrud fra sin sygdom og spiller bas på indspilningerne. Søren Hansen bidrager med flere guitarspor. John Agnello mixer også denne plade.
Efter længere tids sygdom vælger Cecilie Ravik at trække sig ud af bandet i 2006 og hellige sine overskydende kræfter til sit finske studie på Københavns Universitet. Efter en Danmarks tur trækker Søren Hansen sig også tilbage fra bandet, da han lider af sceneskræk.
Bandet foretager i 2006 et PR-fremstød i USA, hvilket resulterer i airplay på de amerikanske collegestationer og gode anmeldelser på www.indie-music.com.
Efter USA-fremstødet forlader både den nye bassist, Minh Le, og trommeslageren, Morten Søfting, Racetrack Babies. Hans Christian Wayne er nu det eneste oprindelige bandmedlem tilbage. I midten af maj 2007 går Hans Christian Wayne i studiet sammen med Henrik Jørgen Svendsen på trommer, Hans Find Møller på bas og Søren Ernst Hansen på guitar og indspiller det, der skulle blive Racetrack Babies' næste plade. Pladen bliver dog først udgivet i 2014 under kunstnernavnet "The Captain Of Sorrow," og titlen på pladen blev "Racetrack Babies."
Racetrack Babies' kendetegn gennem de 10 år, bandet eksisterede, var en eksorbitant grad af stædighed, en forkærlighed for hårdt arbejde og ikke at forglemme: en indædt tro på det, det drejer sig om, nemlig musikken.
Racetrack Babies har gennem alle årene været vidt omkring for at udbrede deres musik, bl.a. ved talrige koncerter på utallige spillesteder og festivaler verden over.
I efteråret 2006 fik bandet en positiv international modtagelse på deres succesfulde USA-turné. Således overhalede Racetrack Babies med deres seneste plade, "Summer Salt Santiago," bl.a. både R.E.M. og PJ Harvey på de amerikanske collegestationer. Og på websitet www.indie-music.com kunne Racetrack Babies i 2006 finde sig placeret helt oppe blandt de 25 bedste albums.
På samme site skrev den amerikanske anmelder Jennifer Layton blandt andet: ”Da de første vilde, sultne, vokalt forvrængede toner trængte ud fra mine højttalere, mærkede jeg en prikken på min ryg… hver en celle i min krop vågnede… Dette er, hvad rock ´n´roll desperat har haft brug for i flere år… Jeg ville egentlig tigge Racetrack Babies om at flytte herover…!”
På MTV USAs program "Subterranean" blev videoen til "The Storm" fundet så interessant, at den blev nævnt som værende banebrydende inden for indie-musikken. Sammen med det islandske band Sigur Rós og svenske Shout Out Louds nævnes Racetrack Babies som værende faddere til en helt ny musikgenre, kaldet "Fairie Indie."
Ryan Monroe fra det amerikanske Band of Horses er blevet en stor personlig fan af Racetrack Babies.

## Diskografi
- Love Sick (2002)
- Love Sick (Skandinavien) (2003)
- The End. (2005)
- Summer Salt Santiago (2006)

### Singler
- "Hva tror du selv?" (2000)
- "The Messenger" (2006)
- "The Storm" (2006)